# Макарий (Смирнов)
Преподобному́ченик Мака́рий (в миру Михаи́л Ефи́мьевич Смирно́в; 1 апреля 1877 — 29 декабря 1937) — русский православный святой. Причислен к лику святых новомучеников и исповедников Церкви Русской на Юбилейном Архиерейском соборе Русской православной церкви в августе 2000 года для общецерковного почитания.
Память 29 декабря.

## Житие
Родился в селе Мелехово Новоладожского уезда (ныне — в Киришском районе) Санкт-Петербургской губернии в семье крестьян Евфимия и Анны. Он окончил духовную семинарию, принял монашеский постриг с именем Макарий и священнический сан. Служил приходским священником, в 1933 году после установления государством крупных налогов на храм за их неуплату был осуждён к одному году заключения в исправительно-трудовой лагерь.
Выйдя из лагеря, иеромонах Макарий стал служить в храме в селе Красная Поляна, куда он приехал летом 1937 года, незадолго до последнего ареста и мученической кончины.
27 декабря тройка НКВД приговорила отца Макария к расстрелу «за контрреволюционную агитацию в селе». Иеромонах Макарий был расстрелян через день, 29 декабря 1937 года.